# Hipertensão (telenovela)
Hipertensão é uma telenovela brasileira produzida e exibida pela TV Globo de 6 de outubro de 1986 a 17 de abril de 1987, em 167 capítulos. Substituiu Cambalacho e foi substituída por Brega & Chique, sendo a 37ª "novela das sete" exibida pela emissora.
É um remake da novela Nossa Filha Gabriela de Ivani Ribeiro exibida pela TV Tupi em 1971, sendo adaptada para TV Globo pela própria Ribeiro e dirigida por Wolf Maya.
Contou com as atuações de Maria Zilda, Cláudio Cavalcanti, Paulo Gracindo, Ary Fontoura, César Filho, Cláudio Corrêa e Castro, Elizabeth Savalla e Geórgia Gomide.

## Enredo
O teatro mambembe de Sandro Galhardi chega à pacata cidade de Rio Belo e altera a rotina dos moradores. Carina, a estrela da companhia, paixão de Sandro, volta à terra natal de sua mãe e conhece três simpáticos velhinhos, Candinho, Romeu e Napoleão, que disputam entre si a atenção da bela moça. O que Carina não sabe é que, no passado, os velhinhos haviam se casado com trigêmeas e uma delas era a sua mãe. Quem será o verdadeiro pai? O romântico Candinho, o distraído Romeu ou o autoritário Napoleão?
Enquanto cada velhinho luta, à sua maneira, pela paternidade de Carina, um crime mobiliza a cidade.
A poderosa Donana é uma mulher arrogante que exerce grande influência sobre o povo de Rio Belo. Viúva, ela tem dois filhos: a tímida Raquel, a quem hostiliza, por considerá-la culpada pela morte do marido, e o inconsequente Rai, que estuda na cidade grande, o seu preferido. Quando volta a Rio Belo, Rai se envolve com Luzia, menina simplória, filha da empregada Odete. Porém, Luzia é encontrada morta e Rai, o principal suspeito do crime, foge. Enquanto permanece foragido, Donana faz o possível para inocentar o filho.

## Elenco
| Interprete               | Personagem          | Interpretado em "Nossa Filha Gabriela" em 1971 |
| ------------------------ | ------------------- | ---------------------------------------------- |
| Maria Zilda              | Carina              | Eva Wilma como Gabriela                        |
| Cláudio Cavalcanti       | Sandro Galhardi     | Gianfrancesco Guarnieri como Giuliano          |
| Paulo Gracindo           | Cândido (Candinho)  | Ivan Mesquita                                  |
| Ary Fontoura             | Romeu               | Abrahão Farc                                   |
| Cláudio Corrêa e Castro  | Napoleão            | Ele mesmo                                      |
| Elizabeth Savalla        | Renata              | Ana Rosa como Baby                             |
| Geórgia Gomide           | Donana              | Lélia Abramo                                   |
| Taumaturgo Ferreira      | Raimundo (Raí)      | Fausto Rocha Jr. como Sérgio                   |
| Stênio Garcia            | Chico               |                                                |
| Carlos Eduardo Dolabella | Marcos              | Wilson Fragoso                                 |
| Paulo Betti              | Laerte              | Edgard Franco                                  |
| José Mayer               | Raul Galvão         |                                                |
| Deborah Evelyn           | Raquel              | Annamaria Dias como Sofia                      |
| Eloísa Mafalda           | Gioconda            | Léa Camargo como Mocinha                       |
| Nelson Xavier            | Joel                | Renato Master                                  |
| Lúcia Alves              | Beatriz             | Karin Rodrigues como Irene                     |
| Rui Resende              | Dr. Victor Assunção | Luís Carlos de Moraes como Dr. Walter          |
| Lília Cabral             | Antonieta (Tatá)    |                                                |
| Ernesto Piccolo          | Beto                |                                                |
| Antonio Calloni          | Fratello            | Serafim Gonzalez                               |
| César Filho              | Túlio               | Dennis Carvalho como Rodrigo                   |
| Carla Marins             | Carola              | Bete Mendes como Rosana                        |
| Lupe Gigliotti           | Odete               | Geny Prado como Rosária                        |
| Oswaldo Louzada          | Padre Vicente       |                                                |
| Ida Gomes                | Ma Mére             |                                                |
| Sérgio Ropperto          | Roque               |                                                |
| Ana Ariel                | Conceição           | Jacyra Sampaio                                 |
| Francisco Dantas         | Américo             | Silvio Rocha                                   |
| Marcos Wainberg          | Tartivo             |                                                |
| Fafy Siqueira            | Fifi                | Eudósia Acuña como Tetéia                      |
| Carlos Duval             | Vieira              |                                                |
| Romeu Evaristo           | Sabiá               | Cosme dos Santos como Jiló                     |
| Bruno Rocha              | Viriato             | Régis Monteiro                                 |
| Eri Johnson              | Juca                |                                                |
| Monique Evans            | Alaíde              |                                                |
| Ana Beatriz Wiltgen      | Soninha             |                                                |
| Anderson Martins         | Pé-de-meia          | Douglas Mazzola                                |
| Karine Moura             | Nini                |                                                |
| Dudu Cardoso             | Diogo               |                                                |
| Bruno Andrade            | Otávio (Tavinho)    |                                                |
| Jonathan Nogueira        | Lalau               |                                                |
| Igor Roberto Lage        | Edi                 |                                                |

### Participações especiais
| Interprete       | Personagem   |
| ---------------- | ------------ |
| Sandra Bréa      | Dra. Denise  |
| Alexandra Marzo  | Taís         |
| Cláudia Abreu    | Luzia        |
| Chaguinha        | Boca Mole    |
| Dilma Machado    | Jurema       |
| Horácio Veter    | Tonho        |
| Lys Beltrão      | Solange      |
| Manoel Elisiário | Neco         |
| Silveirinha      | Seu Zequinha |

## Exibição
Nunca reprisada por quase 40 anos, será reapresentada pela primeira vez no Globoplay Novelas (canal sucessor do Viva) a partir de 1.° de setembro de 2025, substituindo Plumas e Paetês na faixa das 14h30, com reapresentação ás 0h30 e maratona aos domingos.

## Trilha sonora

### Nacional
A trilha sonora nacional trazia os sucessos do final do ano de 1986, em destaque "Só pro meu prazer" cantada por leoni e os Heróis da Resistência e a versão de "Me Chama" de Lobão, interpretada por João Gilberto.
Já a trilha internacional foi um grande sucesso naquele ano de 1987, trazendo uma compilação de sucessos. Destaca-se "Human" do The Human League, "Glory of Love" de Peter Cetera, tema do filme Karate Kid II, "Gone With the Winner" do grupo Century, famosos pela canção "Lover Why" de 1985. Hipertensão foi a última trilha sonora de uma novela a ter uma canção de Madonna, no caso Papa Don't Preach. 
Capa: Maria Zilda Bethlem
| Lado A |                                      |                                           |                                              |         |  |
| N.º    | Título                               | Compositor(es)                            | Intérprete                                   | Duração |  |
| 1.     | "Judia de Mim" (tema de Marcos)      | Zeca Pagodinho e Wilson Moreira           | Zeca Pagodinho                               | 3:49    |  |
| 2.     | "Desenho de Giz" (tema de Sandro)    | Abel Silva / João Bosco                   | João Bosco                                   | 3:09    |  |
| 3.     | "Sintonia" (tema de Túlio)           | Fred Goés / Moraes Moreira / Zeca Barreto | Moraes Moreira                               | 4:36    |  |
| 4.     | "Só pro Meu Prazer" (tema de Carola) | Fabiana Kherlakian / Leoni                | Heróis da Resistência                        | 4:01    |  |
| 5.     | "Livre para Viver" (tema de Carina)  | Bernardo Vilhena / Claudio Zoli           | Claudio Zoli                                 | 3:34    |  |
| 6.     | "Gosto do Prazer" (tema de abertura) | Gilberto Gil / Jorginho Gomes             | A Cor do Som (com partic. esp.) Gilberto Gil | 4:05    |  |

| Lado B |                                                 |                                               |                       |         |  |
| N.º    | Título                                          | Compositor(es)                                | Intérprete            | Duração |  |
| 7.     | "Me Chama" (tema de Raquel)                     | Lobão                                         | João Gilberto         | 3:11    |  |
| 8.     | "Em Silêncio" (tema de Chico)                   | Gutemberg Guarabyra / Luiz Carlos Sá          | Sá & Guarabyra        | 3:51    |  |
| 9.     | "Do Nada Pra Lugar Nenhum" (tema de Renata)     | Gutemberg Guarabyra / Luiz Carlos Sá / Rosana | Rosana                | 4:43    |  |
| 10.    | "Aa Uu" (tema de Napoleão)                      | Sérgio Britto e Marcelo Frommer               | Titãs                 | 3:04    |  |
| 11.    | "Toda Forma de Poder" (tema de Raí)             | Humberto Gessinger                            | Engenheiros do Hawaii | 3:16    |  |
| 12.    | "Playmate" (tema de Gioconda)                   | Ricardo Severo                                | Anne Perec            | 3:15    |  |
| 13.    | "Razões" (tema de locação: Fazenda Santa Lúcia) | Armandinho                                    | Armandinho            | 3:29    |  |

### Internacional
Capa: Carla Marins e César Filho
| Lado A (LP)    |                                                               |                                                                     |                         |         |  |
| N.º            | Título                                                        | Compositor(es)                                                      | Intérprete              | Duração |  |
| 1.             | "Human" (tema de Renata)                                      | James Harris III / Terry Lewis                                      | The Human League        | 4:27    |  |
| 2.             | "Papa Don’t Preach" (tema de Beatriz)                         | Brian Elliott                                                       | Madonna                 | 4:29    |  |
| 3.             | "Stuck With You" (tema de Carola e Túlio)                     | Chris Hayes / Huey Lewis                                            | Huey Lewis and The News | 3:56    |  |
| 4.             | "Glory of Love" (tema de Renata e Laerte)                     | David Foster / Diane Nini / Peter Cetera                            | Peter Cetera            | 4:23    |  |
| 5.             | "Don’t Forget Me (When I'm Gone)" (tema de locação: Rio Belo) | Al Connelly / Alan Frew / Jim Vallance / Sam Reid / Wayne Parker    | Glass Tiger             | 4:07    |  |
| 6.             | "Shake You Down" (tema de Antonieta e Fratelo)                | Gregory Abbott                                                      | Gregory Abbott          | 2:20    |  |
| 7.             | "Only a Step Away" (tema geral)                               | Antonio Coggio / Claudio Baglioni / Colin Copperfield / Paul Felber | Wall Street Crash       | 2:22    |  |
| Duração total: | Duração total:                                                | Duração total:                                                      | Duração total:          | 26:00   |  |

| Lado B (LP)    |                                                                 |                                                                                    |                            |         |  |
| N.º            | Título                                                          | Compositor(es)                                                                     | Intérprete                 | Duração |  |
| 8.             | "Lady in Red" (tema de Raquel)                                  | Chris De Burgh                                                                     | Chris De Burgh             | 4:15    |  |
| 9.             | "Right Between The Eyes" (tema de locação e do teatro mambembe) | Andrew Gold / Graham Gouldman                                                      | Wax                        | 4:10    |  |
| 10.            | "Holiday Rap" (tema do núcleo jovem)                            | Brian Bennett / Bruce Welch / Curtis Hudson / Lisa Stevens / Lucien Witteveen Sven | M.C. Miker "G" & D.J. Sven | 3:31    |  |
| 11.            | "Gone With The Winner" (tema de Carina e Sandro)                | John Milford / Paul Ives                                                           | Century                    | 2:56    |  |
| 12.            | "I’m the One Who Really Loves You" (tema de Carina)             | Stock / Aitken / Waterman                                                          | Austin Howard              | 2:47    |  |
| 13.            | "Emotion in Motion" (tema geral)                                | Ric Ocasek                                                                         | Ric Ocasek                 | 3:57    |  |
| 14.            | "How do You Stop?" (tema de Carola e Raul Galvão)               | Charlie Midnight / Dan Hartman                                                     | James Brown                | 3:56    |  |
| Duração total: | Duração total:                                                  | Duração total:                                                                     | Duração total:             | 24:22   |  |